# Jindřichovice (kraj Wysoczyna)
Jindřichovice – gmina w Czechach, w powiecie Igława, w kraju Wysoczyna. Według danych z dnia 1 stycznia 2014 liczyła 90 mieszkańców.